# J.F. Willumsen

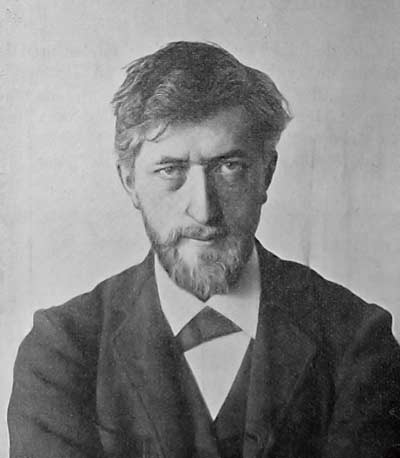
J.F. Willumsen (1900)

Jens Ferdinand Willumsen (Kopenhagen, 7 september 1863 – Cannes, 4 april 1958) was een Deens kunstschilder en beeldhouwer.
J.F. Willumsen wordt geassocieerd met de stromingen expressionisme en symbolisme. Hij studeerde tussen 1881 en 1885 aan de Koninklijke Deense Kunstacademie in Kopenhagen. Een groot deel van zijn leven woonde hij in Frankrijk. Zijn beeldhouwwerk Det Store Relief (1928) wordt beschouwd als belangrijk werk in de Deense cultuurgeschiedenis en is in 2006 opgenomen in de Deense Culturele Canon.
Willumsen was een mede-oprichter van de kunstenaarsvereniging Den Frie Udstilling in 1891. Voor deze vereniging ontwierp hij ook het Den Frie Udstillingsbygning. 
In Frederikssund werd in 1957 het J.F. Willumsens Museum geopend, met veel van zijn werken. Willumsen, die een jaar na de opening op 94-jarige leeftijd in Frankrijk overleed, ligt begraven in het park bij het museum. Ook het ARoS Aarhus Kunstmuseum heeft enkele van zijn werken in het bezit.
- Bibliothèque nationale de France: cb133340689 (data)
- Catàleg d'autoritats de noms i títols de Catalunya: 981058611798606706
- Gemeinsame Normdatei: 118875833
- International Standard Name Identifier: 0000 0001 2119 0032
- KulturNav: 93d18c7d-bb8b-40c8-a1ed-a5629ea95e1b
- Library of Congress Control Number: n80098625
- MusicBrainz: 5ba06c3f-867a-44e4-b701-c5ae3600773c
- Nationale Bibliotheek van Israël: 987007275545705171
- Nederlandse Thesaurus van Auteursnamen: 303459050
- PIC: 387516
- RKD-Nederlands Instituut voor Kunstgeschiedenis: 84800
- LIBRIS: 262141
- Système universitaire de documentation: 035752327
- Trove: 1261747
- Union List of Artist Names: 500010560
- Virtual International Authority File: 5729092
- WorldCat: E39PBJvcXHyhKf3fcX4RTfVwG3